# 947 (szám)
A 947 (római számmal: CMXLVII) egy természetes szám, prímszám.

## A szám a matematikában
A tízes számrendszerbeli 947-es a kettes számrendszerben 1110110011, a nyolcas számrendszerben 1663, a tizenhatos számrendszerben 3B3 alakban írható fel.
A 947 páratlan szám, prímszám. Kiegyensúlyozott prím. Normálalakban a 9,47 · 102 szorzattal írható fel.
Pillai-prím.
A 947 négyzete 896 809, köbe 849 278 123, négyzetgyöke 30,77337, köbgyöke 9,82012, reciproka 0,0010560. A 947 egység sugarú kör kerülete 5950,17649 egység, területe 2 817 408,566 területegység; a 947 egység sugarú gömb térfogata 3 557 447 882,8 térfogategység.
A 947 helyen az Euler-függvény helyettesítési értéke 946, a Möbius-függvényé −1.